# Hyloscirtus criptico
Hyloscirtus criptico é uma espécie de anfíbio anuro da família Hylidae. Está presente no Equador. A UICN classificou-a como quase ameaçada.